# Ян Гус
Ян Гус (чеськ. Jan Hus; близько 1369, Гусінець, Богемське королівство, Священна Римська імперія — 6 липня 1415, Констанц, Священна Римська імперія) — римо-католицький священник, чеський середньовічний релігійний мислитель, реформатор церкви та проповідник, національний герой. Ректор Празького університету (1409—1410), послідовники якого стали відомі як гусити.
Гус був послідовником англійського теолога Джона Вікліфа, одним з перших реформаторів католицької церкви, який майже на сторіччя випередив своїх наступників — Мартіна Лютера, Жана Кальвіна та Ульріха Цвінглі.

## Наукова діяльність

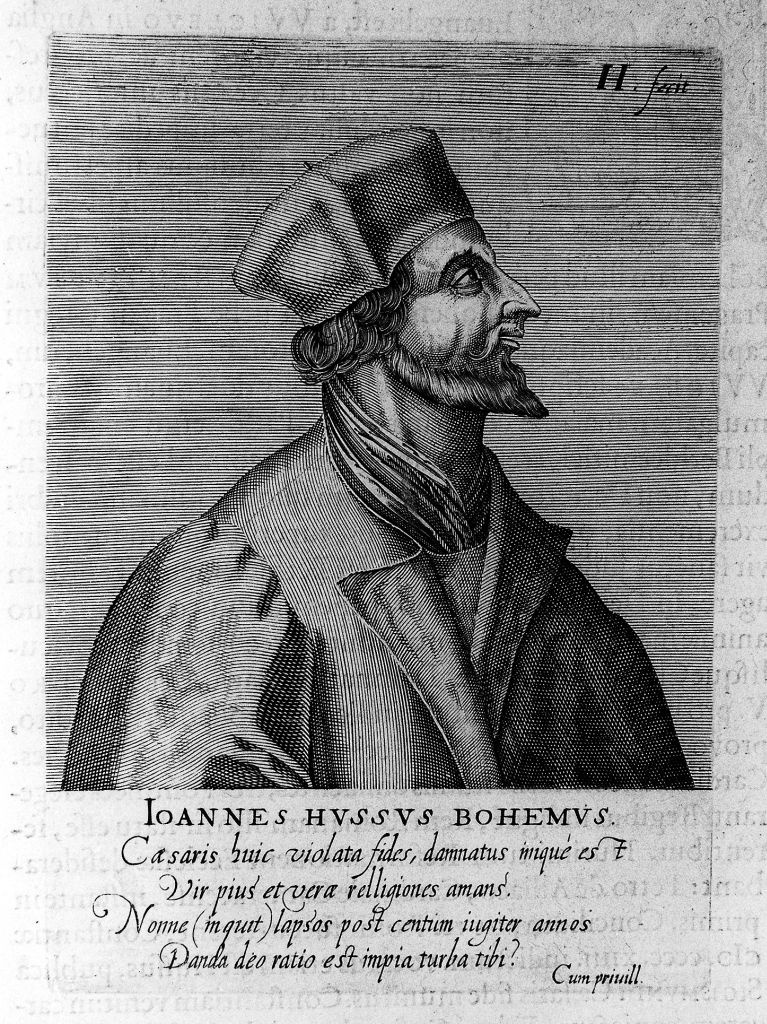
Портрет Яна Гуса з книги Якоба Вергейдена «Praestantium aliquot Theologorum qui Rom…». Музей протестантської реформації, Бреттен (1602)

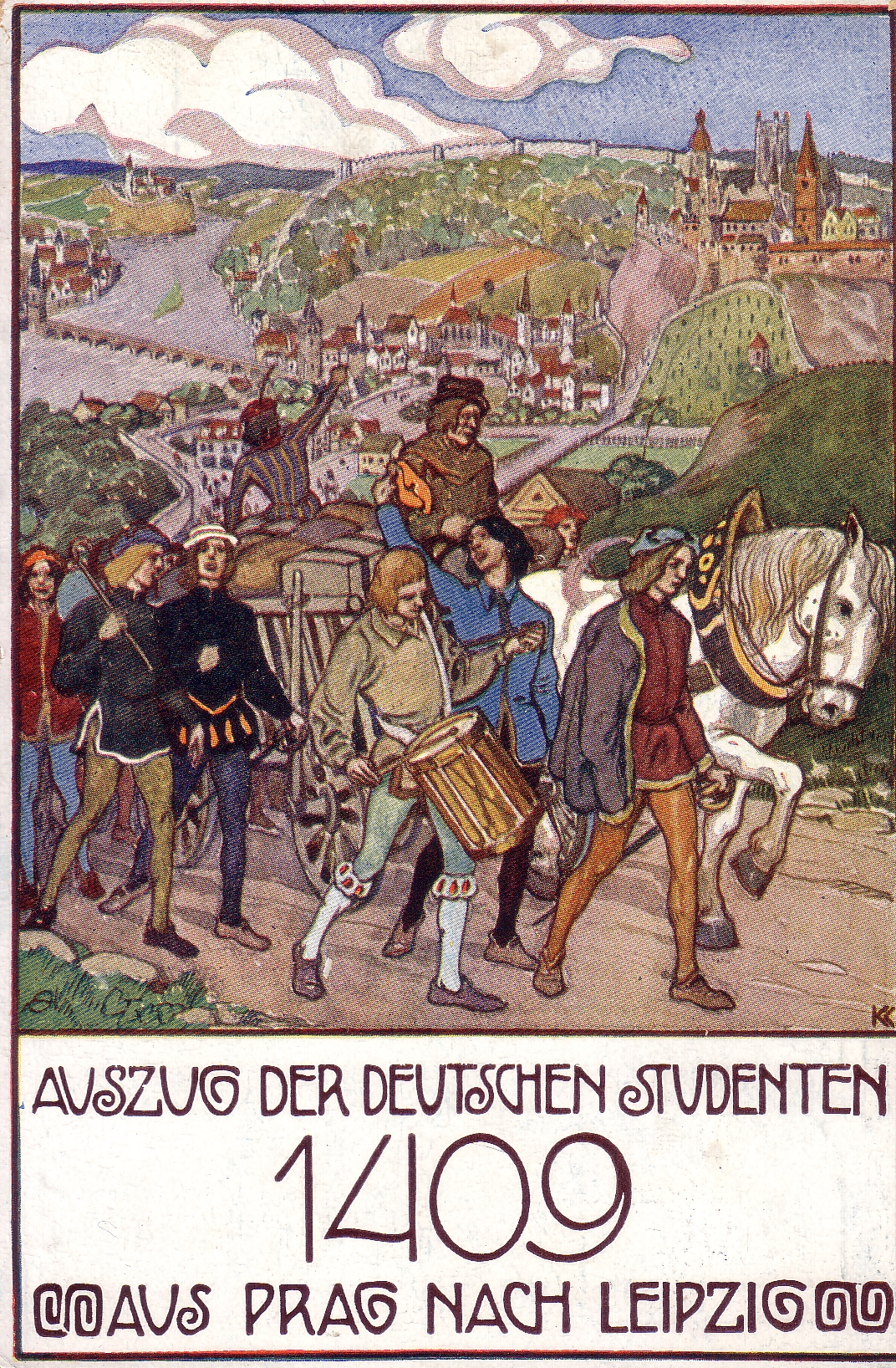
Відхід німецьких студентів із Праги до Лейпцига після видання Кутногорського декрету. Листівка початку XX ст.

Навчався у Карловому університеті в Празі на факультеті мистецтв. У 1393 році здобув ступінь бакалавра, а 1396 року — магістра вільних мистецтв. У 1400 році здобув сан священника й розпочав проповідувати у празькому костьолі святого Михайла, а з 1402 року — у Вифлеємській каплиці. З 1398 року викладав в університеті. У 1401 році Гуса обрали на декана мистецького факультету, а 1409 року — на ректора університету. На цій посаді виступав за збільшення впливу чехів на управління університетом.
У той час у Карловому університеті існували значні суперечності між чеським земляцтвом, яке об'єднувало студентів та професорів Чехії, Моравії, Угорщини та Семиграддя, й студентами інших національностей, переважно німцями. Національні суперечності посилювались релігійним протистоянням. Чеські професори на чолі з Яном Гусом були прихильниками ідей Джона Вікліфа й виступали за реформацію церкви. Закордонні професори, переважно німці, виступали проти неї. У 1393 році голосами німців учення Вікліфа визначено єретичним та заборонено в університеті. Ця ухвала значно загострила суперечності між чеською та німецькою громадами й з часом призвела до відкритого протистояння за вплив на управління університетом.
У 1408 році, незадовго до скликання Пізанського собору, до університету за підтримкою звернувся король Чехії Вацлав IV, який сподівався, що собор допоможе йому повернути титул римського короля. Він сподівався, що підтримка авторитетного навчального закладу збільшить його шанси. І, щоб домогтися симпатії керівництва університету, король видав Кутногірський декрет, за яким чехам при керуванні університетом належало три голоси, а іншим народам (саксонцям, баварцям, полякам) — один.
Після видання Кутногірського декрету влада в університеті перейшла до чехів, а німецькі студенти та викладачі залишили навчальний заклад і заснували Лейпцизький університет.

## Конфлікт з католицькою церквою

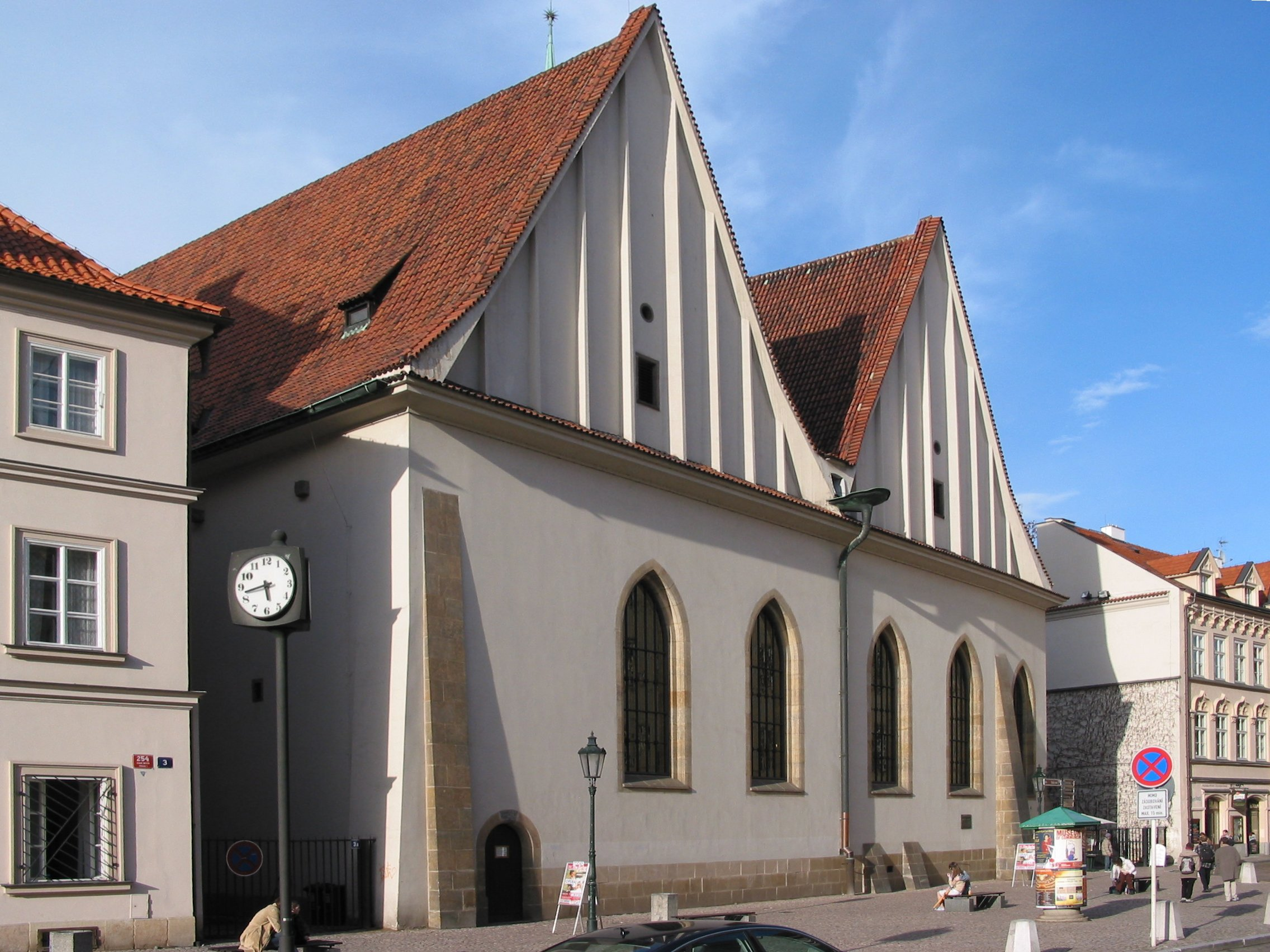
Вифлеємська каплиця у Празі. Сучасний вигляд

У Вифлеємській каплиці Ян Гус активно проповідував вчення Джона Вікліфа, що спричинило незадоволення празького архієпископа Збинека Газенбурзького. Він оголосив Гусові проповіді у Вифлеємській каплиці єретичними та наказав спалити Вікліфові твори.
Проте Гус і далі провадив свою діяльність, захищаючи Вікліфове вчення (твір Defensio articulorum Wycleff). У відповідь архієпископ Збинек відлучив Гуса від церкви. Пізніше це відлучення підтвердив Папа Іван XXIII. Протистояння призвело до того, що архієпископ був змушений у вересні 1411 року виїхати з Праги й незабаром помер.
Конфлікт Гуса з католицькою церквою посилився після того, як він виступив проти оголошеного 1412 року від папи Івана XXIII хрестового походу проти короля Неаполя Владислава I Дураццо. У своїй буллі папа обіцяв відпустити гріхи кожному, хто візьме участь у поході. Затим, що Вікліфові послідовники вже довгий час виступали проти відпущення гріхів, 17 червня 1412 року Ян Гус розкритикував буллу про відпущення й назвав папу антихристом.
У відповідь Іван XXII виголосив прокляття Гусові, наказав його спіймати та судити за церковними законами, а Вифлеємську каплицю зруйнувати. Гус і собі звернувся до Ісуса Христа, як до найвищого судді. Жодне з розпоряджень папи тоді не виконано. Гус не з'явився на папський суд, а Вифлеємську каплицю знесено тільки 1876 року через її вік. Заново її було відбудовано у 1950-х роках.
Після цього папа відлучив Гуса від церкви й заборонив йому брати участь у службах Божих. Також накладено інтердикт на будь-яке місто, що його прихистить. Через те Гус був змушений виїхати з Праги й поселитися неподалік від містечка Козі Градек. Там він написав свій головний твір De ecclesia (Про церкву).
У 1413 році теологічний факультет Празького університету засудив Гуса, як єретика. Йому закинули помилки в науці про таїнства, святих, відпущення гріхів, а також підрив авторитету церкви та непокірність Папі Римському та єпископам. Тоді ж таки канцлер Паризького університету Жан Жерсон надіслав празькому архієпископу Конрадові список Гусових єресей з трактату De ecclesia.
У квітні 1414 року Гус ненадовго повернувся до Праги, після чого виїхав до Краковця, де жив аж до від'їзду на Констанцький собор.

## Вчення Яна Гуса
У своїх проповідях Ян Гус критикував тодішні звичаї Католицької церкви, й закликав повернутися до джерел християнської віри. Основні засади, які викликали невдоволення з боку церковних ієрархів, були такі:
- Не можна стягувати платню за таїнства й продавати церковні посади. Священникові досить брати невелику платню з багатіїв, щоб задовольнити свої найпростіші життєві потреби.
- Не можна сліпо підкорятися церкві, але потрібно думати самим, відповідно до слів зі Святого Письма: «Якщо сліпий поведе сліпого, обидва впадуть у яму».
- Влада, що порушує Божі заповіді, не може бути визнана від Нього.
- Власність повинна належати справедливим. Несправедливий багатій є злодієм.
- Кожен християнин має шукати правду, навіть ризикуючи добробутом, спокоєм і життям.

## Констанцький собор

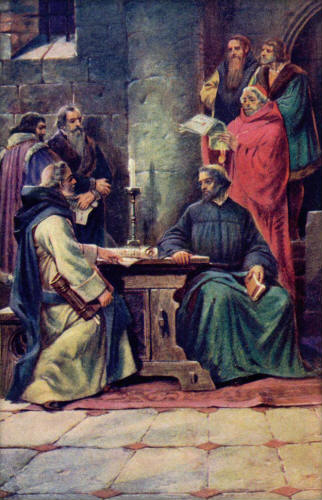
Ян Гус відмовляється підписати зречення напередодні страти 5 липня 1415 р. Худ. Каміль Владислав Муттіч

1 листопада 1414 року в німецькому місті Констанц зібрався собор, що мав покінчити з розколом у католицькій церкві (на той момент у Європі було троє пап — Григорій XII, Іван XXIII і Бенедикт XIII) й з єретичними вченнями.
На собор викликали і Яна Гуса. Римський король Сигізмунд I Люксембург видав йому охоронну грамоту, яка, як пізніше з'ясувалося, не гарантувала йому недоторканність під час собору, а лише безпечний проїзд до Констанца. Гус вірив у те, що на соборі зможе вільно дискутувати про науку та віру й не усвідомлював, що насправді їде на церковний суд, де його буде звинувачено в єресі.
Обвинувач Міхал де Каусіс (Michal de Causis) звинуватив Гуса у вісьмох єресях проти церкви. 4 грудня 1414 року призначено слідчу комісію, а через два дні Гуса ув'язнили в домініканському монастирі, де він перебував до березня 1415 року. У Чехії арешт Гуса сприйняли як порушення королівської охоронної грамоти й це викликало обурення.
Під час розслідування Гус не визнав, що є прихильником учення Джона Вікліфа. Його запитали, чому ж тоді він написав коментар до булли Івана XXIII, яка засудила Вікліфові погляди. У відповідь Гус заявив, що автором цього коментаря є відомий чеський проповідник Ян з Єсениць. Це примусило одного с учасників собору, Яна з Хлуму, звинуватити Гуса в тому, що він бреше, бо боїться смерті. Після цього Ян Гус занедужав і розслідування зупинили.
Король Сигізмунд I Люксембург просив кардиналів звільнити Гуса. Проте вони погрожували, що тоді собор роз'їдеться. Король поступився в обмін на обіцянку, що Янові Гусу буде забезпечено публічний судовий процес.
В ув'язненні Гус написав декілька творів, зокрема «Про покаяння», «Про любов до Бога», «Про трьох людських ворогів», «Про смертний гріх», «Про шлюб» тощо.
Гусова позиція на суді була послаблена тим, що звинувачення стосувалося віри. Тому він не мав права ані на апеляцію, ані на захист адвоката.

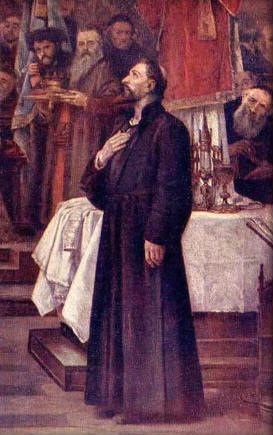
Ян Гус перед судом. Фрагмент картини Вацлава Брожика

Перше засідання собору у справі Гуса відбулося 6 червня 1415 року. Його прихильники, переконані в Яновій невинності, надали собору його трактати De ecclesia, Contra Stanislaum, Contra Palecz і Contra occultum adversarium. Гус назвав це помилкою, бо він хотів приховати ці твори від собору. Слухання тривали довго. Через схильність Гуса до довгих промов присутні на процесі втрачали терпець.
Гус зажадав, щоб собор довів йому єретичність його творів. Проте це було розцінено, як підрив авторитету собору. Гусові запропонували просто зректися єретичних творів. Він не зрікся.
Проте учасники собору не втрачали надії на те, що Гус зречеться своїх поглядів. 18 червня йому запропонували список положень, яких він має зректися. Гус знову відмовився. Відтак 20 червня Гусові твори засуджено до спалення.
Згодом Янові Гусу запропоновано підписати зречення в м'якшому формулюванні: «Я цих статей ніколи не тримав у руках і не виголошував. І якби хтось це зробив, то зробив би погано, бо я визнаю їх за помилкові та присягаюся, що не хочу їх ані тримати, ані виголошувати».
Гус запропонував інше формулювання: «Доведеної єресі ніколи не виголошував, не тримав і не стверджував». Але його не прийняв собор. Своїм друзям, що намагалися переконати його зректися, Гус того-таки дня сказав, що був би радий це зробити, якби почувався винним. Але хоче бачити докази своєї єресі, підкріплені Святим Письмом.
6 липня відбулося останнє засідання собору у справі Яна Гуса. Він знову хотів захищатися, проте його примусили замовкнути, бо метою засідання було вже не слухання, а винесення вироку. Гуса звинуватили в поширенні вчення Джона Вікліфа, і в спробах опиратися засудженню його творів. Вирішили спалити Гусові книги, а самого Гуса оголошено закоренілим єретиком. І затим, що він знову відмовився зректися своїх творів, собор вирішив, що з ним нічого вже не можна зробити й передав його світській владі.

## Страта

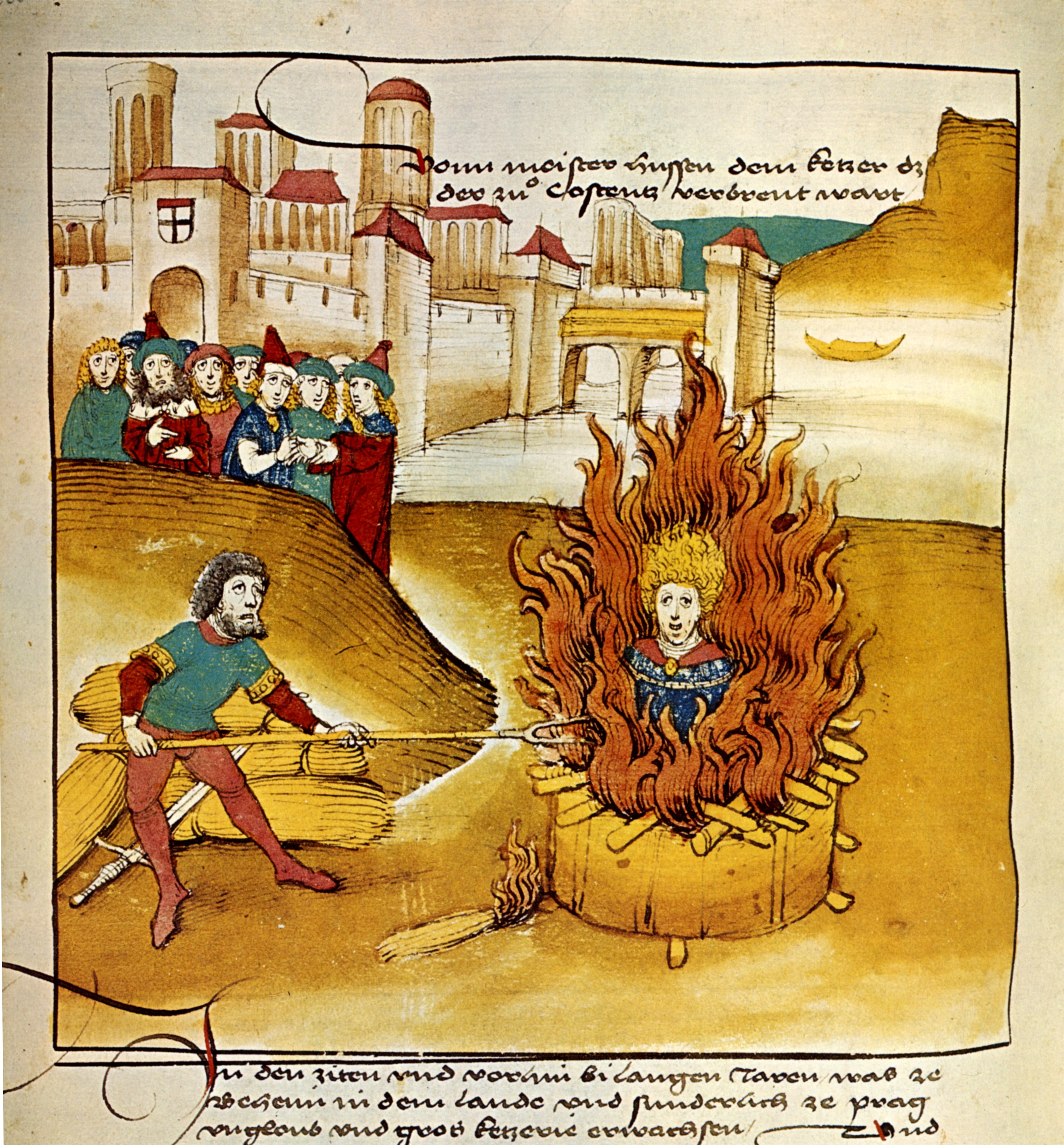
Спалення Яна Гуса. Малюнок з хроніки Шпіцера

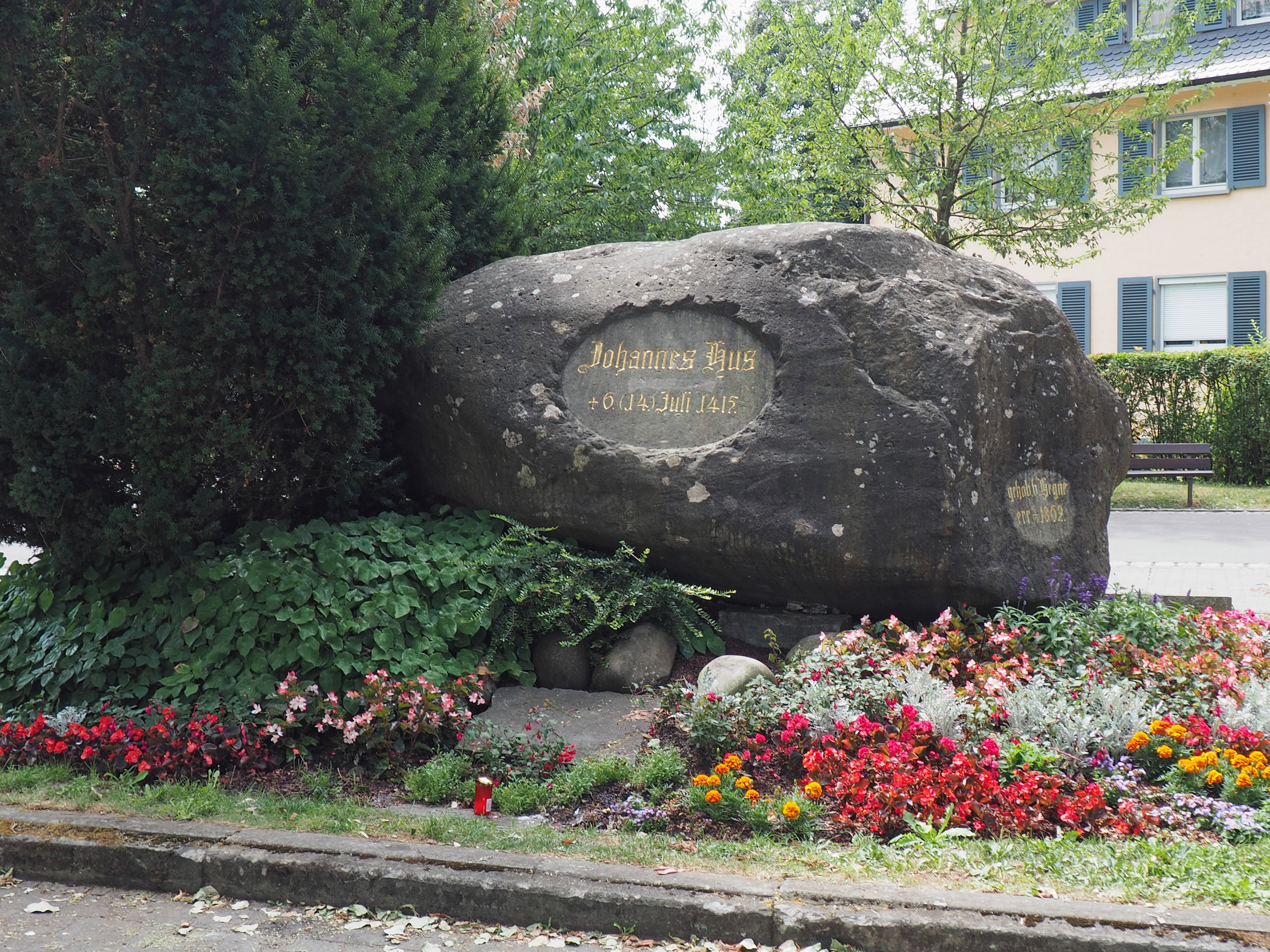
Пам'ятник на місці спалення Яна Гуса і Ієроніма Празького

Міська рада Констанці в той самий день винесла ухвалу стратити Гуса через спалення. Місце страти призначено за міською брамою, на дорозі до Готтлібена. Дорогою до вогнища Гус співав пісню про Діву Марію Christi virgo dilectissima та переконував людей, що не вчив єресі. Уже прив'язаному до стовпа Гусові королівський посадовець востаннє запропонував зректися і зберегти життя. Гус відмовився зі словами:
|  | Яких же помилок мені зректися, коли я ніяких не визнаю за собою. Закликаю Господа в свідки, що не вчив і не проповідував того, що посвідчили про мене лжесвідки. Головною метою моєї проповіді та всіх моїх творів було відвернути людей від гріха. І в цій істині, яку я проповідував згідно з Євангелієм Ісуса Христа і тлумаченням святих учителів, я сьогодні радісно хочу померти. |

Після цього вогнище запалено. Кажуть, що коли він мав вмерти, то закричав: «Христе, сину Бога Живого, помилуй нас!» (варіант Ісусової молитви). Попіл, що лишився від вогнища, вкинуто в річку Рейн, щоб запобігти поклонінню його останкам.
Пізніше Констанцький собор також засудив до спалення сподвижника Яна Гуса Ієроніма Празького й оголосив єретиком Джона Вікліфа, який помер 1384 року. Пізніше на основі цієї ухвали Вікліфові рештки вийнято з могили та спалено.
Звістка про спалення Гуса спричинила заворушення на чеських землях, що пізніше призвели до запеклих та спустошливих гуситських війн.

### Гусова смерть у фольклорі
Зі стратою Яна пов'язано кілька легенд.
- Найпопулярніша з них легенда про бабусю, що підкинула до бурхливого вогнища, на якому горів Ян Гус, невеличку в'язочку хмизу. Побачивши це, Гус, начебто вигукнув: «О, свята простота» (O sancta simplicitas!), хоча його біографи, спираючись на свідчення очевидців страти, це неодноразово спростовували.
- Ще одна легенда твердить, що під час страти Я. Гус сказав: «Я лише гусак, а за мною прийде орел»[джерело?]. Інші описи описів з XVI століття про листи Гуса згадують: «Сьогодні печете гуси, але прийде лебідь, якого не зможете спекти»[3]. Таким чином він начебто передбачив появу нового реформатора церкви, діяльність якого буде успішною — Мартіна Лютера. Проте Гус, імовірно, ніколи цього не сказав[4]. Відомо, що він часто грався зі свої прізвищем при написанні текстів. У 1412 році він був вигнаний зі свого рідного міста Праги й перебуваючи у вигнанні написав листа «віруючим у Празі». Він називав своїх ворогів тими, хто хотів «заплутати простого птаха в пастку цитат і анафем»[4]. Далі він написав: «Але якщо цей птах, який є просто домашнім птахом, чий політ обмежений і далеко не високий, прорвався крізь їхні сіті, наскільки більше будуть інші птахи, які злітають угору, сповіщаючи Слово про Бога, зневажати такі інтелектуальні підступи». У цьому тексті немає нічого про спалювання, смаження чи кип'ятіння. Насправді цей лист з'явився задовго до того, як його мученицька доля була визначена Констанцьким собором у 1415 році[4]. Мартін Лютер після страти Гуса написав:

|  | В ім’я і поклик Бога я буду ходити по лева і гадюки, і наступатиму ногами на молодого лева та дракона. І це, що було розпочато за мого життя, буде завершено після моєї смерті. Св. Іоанн Гус пророкував про мене, коли писав зі своєї в’язниці в Богемії: «Зараз засмажать гусака (бо «Гус» означає «гусак»), але через сто років вони почують, як лебідь співає, і їм доведеться терпіти». І так буде, якщо Бог дасть. |

Вважається, що Лютер об'єднав написане Гусом у 1412 році із заявою іншого мученика, засудженого Констанцьким собором, Ієроніма Празького. Він сказав, що хотів би побачити, що люди подумають про його засудження через сто років. На похороні Лютера його панегірик Йоганнес Бугенхаген «відтворив» слова Гуса так: «Ви можете спалити гусака, але через сто років прийде лебідь, якого ви не зможете спалити». Наразі є припущення, що таким чином створювалось обґрунтування реформацій Лютера відносно католицької церкви, недарма герб сім'ї Лютерів містив лебедя. Цитата також включена в сенсаційний переказ суду і смерті Гуса, нібито написаний науковцем-гуманістом Поджо Браччоліні в 1415 році, але дослідники вважають цей документ неавтентичним. Вперше він був опублікований англійською мовою в 1930 році під назвою «Гус-єретик», і навіть німецькою мовою найстаріше видання було опубліковано в 1845 році, через чотири століття після смерті Гуса.

## Гус і сучасна церква
У 1999 році папа римський Іван Павло II висловив жаль з приводу жорстокої страти Яна Гуса й визнав його як реформатора церкви. Проте деякі погляди Гуса (такі, як той, що священник, який живе в гріху, не має права здійснювати таїнства) й досі католицька церква сприймає як теологічно неприйнятні.
Православна церква Чеських земель і Словаччини шанує Яна Гуса та Ієроніма Празького, як мучеників. Також, за ініціативою цієї церкви, розпочато роботу з визнання цих діячів православними святими.

## Ставлення Гуса до жінок у церкві
Гус на відміну від переважної більшості проповідників того часу вважав, що жінкам надані права в Біблії. Гус заявив, що «жінки створені за образом Божим і не повинні боятися чоловіків». Він дозволив жінкам проповідувати та служити в битві, а пізніше вони воювали в гуситських війнах.

## Поема Тараса Шевченка «Єретик»

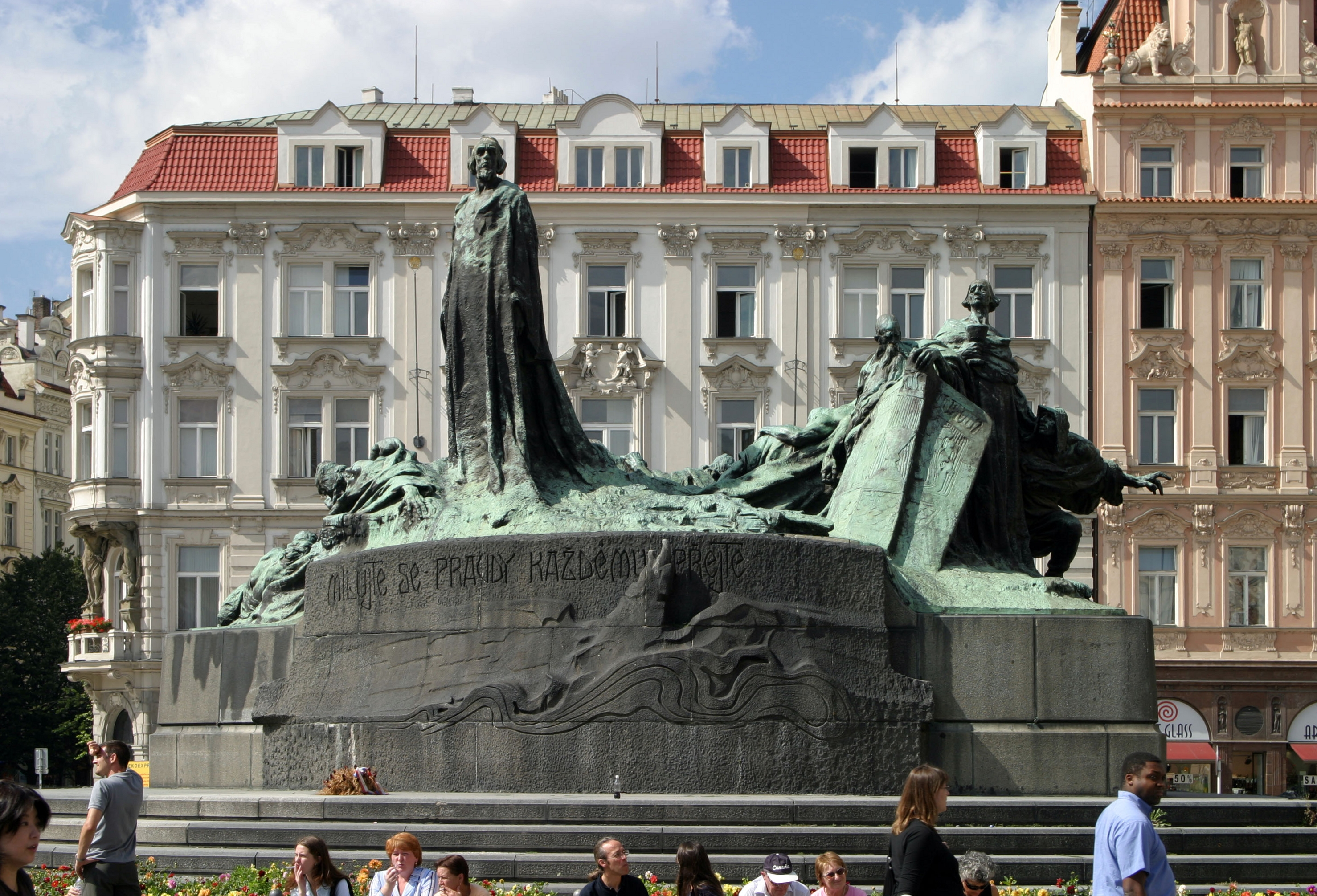
Пам'ятник Яну Гусу у Празі

Гусові присвячена поема «Єретик», написана Тарасом Шевченком 1845 році. У цьому творі Т. Шевченко різко критикував церковні звичаї, зокрема практику продажу індульгенцій:
Хто без святої булли вмер —

У пекло просто; хто ж заплатить

За буллу вдвоє, ріж хоч брата,

Окроме папи і ченця,

І в Рай іди! Конець концям!
Шевченко описує суд і страту Гуса, захоплюючись його мужністю. У поемі також містяться заклики до єдності усіх слов'ян.

## Цікаві подробиці
- День спалення вчителя Яна Гуса — 6 липня був державним святом першої Чехословацької республіки (1918—1939) і є третім державним святом сучасної Чехії[8].
- У 2005 році Ян Гус посів сьоме місце в анкеті телевізійного шоу «Найвидатніший чех» суспільного мовлення. Він отримав 10 487 голосів.
- У 2016 році почали курсувати декілька потягів (Ex 351/352) Ян Гус на маршруті Прага — Домажлиці — Швандорф — Регенсбург — Мюнхен від національного залізничного оператора Чеські залізниці.
- У 1913 році Беніто Муссоліні написав книжку «Ян Гус, провісник правди».
- На честь Яна Гуса названо астероїд — 1840 Гус.
- Томаш Гарріг Масарик використовував ім'я Гус у своїй промові в Женевському університеті 6 липня 1915 року для захисту проти Австрії[9].

## Ян Гус і Україна
- Вулиці Яна Гуса існують в Ужгороді, Дніпрі, Кривому Розі й Горлівці, а провулок Яна Гуса є в місті Дубно Рівненської області.
- Гусів камінь відкритий 12 вересня 2015 року на честь 600-ліття з дня спалення Містра Яна Гуса і 110-ліття чеського села Богемка Миколаївської області (концепція і реалізація Мілослав Янчік), де живуть нащадки чеських побілогорських євангельських емігрантів.

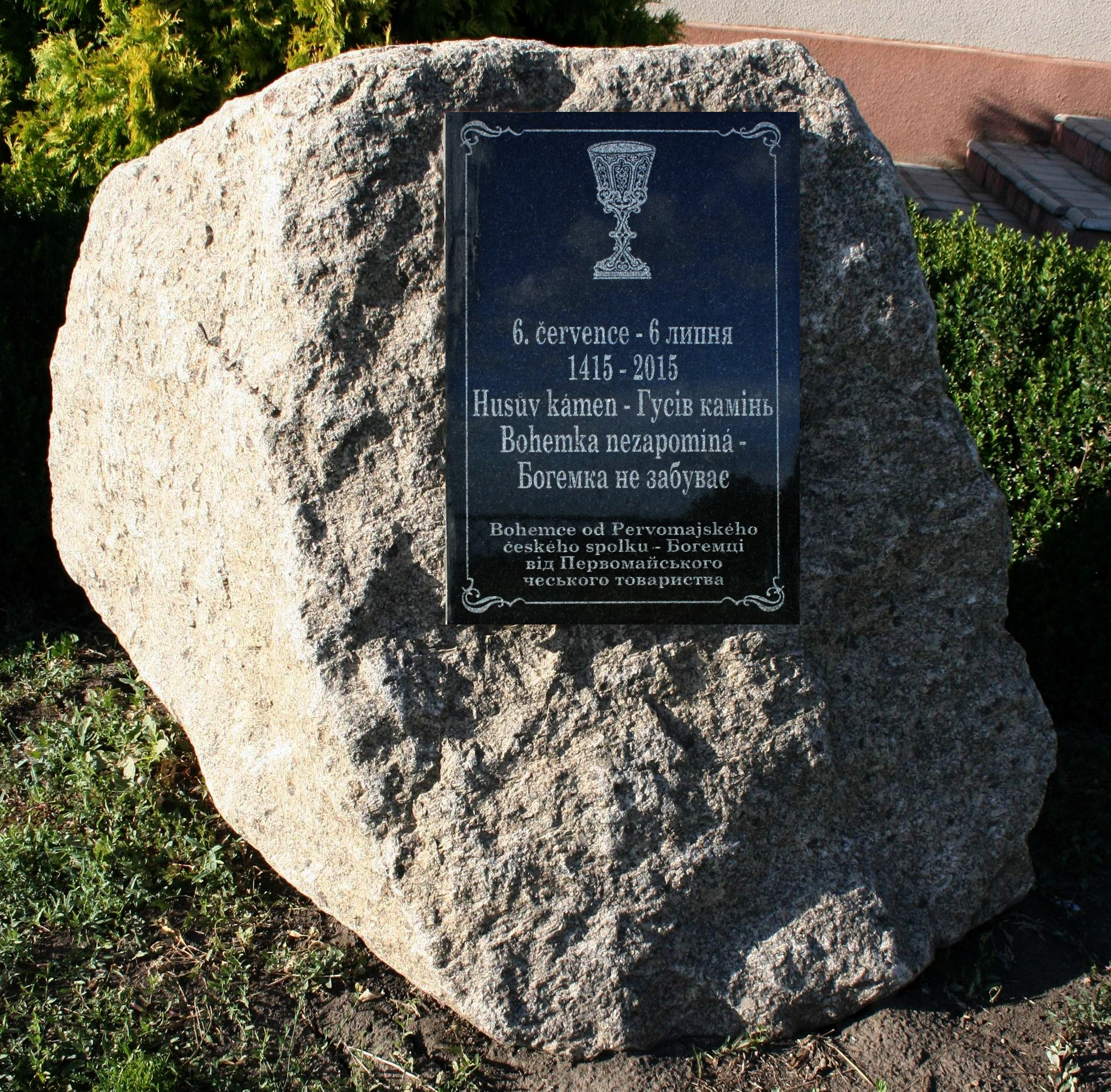
Гусів камінь в Богемці

## Канонізація
Ян Гус - Святий в Українській лютеранській церкві. День пам'яті - 6 липня.